# Rövattsliden
Rövattsliden este o arie protejată (arie specială de conservare — SAC, sit de importanță comunitară — SCI) din Suedia întinsă pe o suprafață de 33,5 ha, integral pe uscat.

## Localizare
Centrul sitului Rövattsliden este situat la coordonatele 65°42′41″N 15°05′49″E / 65.7115°N 15.097°E.

## Înființare
Situl Rövattsliden a fost declarat sit de importanță comunitară în decembrie 1998 pentru a proteja 1 specie de plante și 2 specii de animale. Situl a fost protejat și ca arie specială de conservare în decembrie 2009.

## Biodiversitate
Situată în ecoregiunea alpină, aria protejată conține 2 habitate naturale: Mlaștini alcaline, Păduri nordice subalpine/subarctice cu Betula pubescens ssp. czerepanovii.
La baza desemnării sitului se află mai multe specii protejate:
- plante (1): Meesia longiseta
- nevertebrate (2): Vertigo genesii, Vertigo geyeri